# VII WO Suczawa
VII WO Suczawa – okręg wojskowy (WO) Ukraińskiej Powstańczej Armii nr 7, wchodzący w skład Grupy Operacyjnej UPA-Zachód.
Okręg obejmował teren Bukowiny, dowódcy okręgu nie wyznaczono. W 1945 roku został włączony do okręgu IV WO Howerlia.